# San Juan Tecuaco
San Juan Tecuaco (San Juan: en honor a San Juan Evangelista) es un municipio del departamento de Santa Rosa de la región sur-oriente de la República de Guatemala. Este es el segundo municipio más pequeño que tiene el departamento de Santa Rosa, ya que cuenta con 80 km², supera únicamente a Santa Cruz Naranjo que tiene una extensión de 57 km². Este municipio celebra su fiesta titular el 24 de Enero de cada año en honor a San Juan Evangelista que es el patrón del municipio. También esta la feria titular del Barrio del Centro  el 12 de Diciembre en honor a la Virgen de Guadalupe y la feria titular del Barrio San Juan que es el 27 de Diciembre. 

## Geografía física

### Ubicación geográfica
Se encuentra a una distancia de 56 kilómetros de la cabecera municipal de Cuilapa. Está rodeado de municipios del departamento de Santa Rosa: se localiza entre el noreste de Chiquimulilla, al oeste de Oratorio y al sur de Santa María Ixhuatán.
|                         | Norte: Santa María Ixhuatán |                |
| Oeste: Chiquimulilla    |                             | Este: Oratorio |
| Suroeste: Chiquimulilla | Sur: Chiquimulilla          |                |

## Gobierno municipal
Los municipios se encuentran regulados en diversas leyes de la República, que establecen su forma de organización, lo relativo a la conformación de sus órganos administrativos, tributos destinados para los mismos; esta legislación se encuentra dispersa en diversos niveles.  Ahora bien, que exista legislación específica para los municipios no significa que a estos no les sean aplicables las normas contenidas en otros cuerpos normativos, pues aunque se trata de entidades autónomas, las mismas se encuentran sujetas, al igual que todas las entidades de tal naturaleza, a la legislación nacional.
Específicamente, las principales leyes que rigen a los municipios en Guatemala desde 1985 son:
| N.º | Ley                                                | Descripción |
| --- | -------------------------------------------------- | --- |
| 1   | Constitución Política de la República de Guatemala | Le son aplicables diversos artículos generales de la misma, y además tiene una regulación legal específica en los artículos 253 al 262, que constituyen su base constitucional.                                                                                            |
| 2   | Ley Electoral y de Partidos Políticos              | Ley de carácter constitucional creada por la Asamblea Nacional Constituyente que aplicable a los municipios en diversos aspectos pero fundamentalmente en el tema de la conformación de sus autoridades electas, puesto que regula la manera en que se eligen y conforman. |
| 3   | Código Municipal                                   | Decreto 12-2002 del Congreso de la República de Guatemala. Tiene la categoría de ley ordinaria y contiene preceptos generales aplicables a todos los municipios, e inclusive contiene legislación referente a la creación de los municipios.                               |
| 4   | Ley de Servicio Municipal                          | Decreto 1-87 del Congreso de la República de Guatemala. Regula las relaciones entra la municipalidad y los servidores públicos en materia laboral. Tiene su base constitucional en el artículo 262 de la constitución que ordena la emisión de la misma.                   |
| 5   | Ley General de Descentralización                   | Decreto 14-2002 del Congreso de la República de Guatemala. Regula el deber constitucional del Estado, y por ende del municipio, de promover y aplicar la descentralización y desconcentración económica y administrativa.                                                  |

El gobierno de los municipios de Guatemala está a cargo de un Concejo Municipal, de conformidad con el artículo 254 de la Constitución Política de la República de Guatemala, que establece que «el gobierno municipal será ejercido por un concejo municipal». A su vez, el código municipal —que tiene carácter de ley ordinaria y contiene disposiciones que se aplican a todos los municipios de Guatemala— establece en su artículo 9 que «el concejo municipal es el órgano colegiado superior de deliberación y de decisión de los asuntos municipales […] y tiene su sede en la circunscripción de la cabecera municipal». Por último, el artículo 33 del mencionado código establece que «[le] corresponde con exclusividad al concejo municipal el ejercicio del gobierno del municipio».
El concejo municipal se integra de conformidad con lo que establece la Constitución en su artículo 254, es decir «se integra con el alcalde, los síndicos y concejales, electos directamente por sufragio universal y secreto para un período de cuatro años, pudiendo ser reelectos». Al respecto, el código municipal en el artículo 9 establece «que se integra por el alcalde, los síndicos y los concejales, todos electos directa y popularmente en cada municipio de conformidad con la ley de la materia».
Los alcaldes que ha habido en el municipio son:
- 2006-2012: Leonidas Antonio Dávila Florian
- 2012-2016: Williamn Alonso García[5]

Sitios turísticos del municipio:
- Salto de Matacoche (lugar de rituales Xincas, escritos y dibujos de la antigua cultura)
- Río de las flores
- Mirador camino hacia el pino
- Una pequeña parte del territorio en donde se encuentra ubicada Catarata los amates

## Historia

### Tras la independencia de Centroamérica
La constitución del Estado de Guatemala promulgada el 11 de octubre de 1825 estableció los circuitos para la administración de justicia en el territorio del Estado y menciona que el poblado de Tecuaco era parte del Circuito de Escuintla en el Distrito N.º 2 del mismo nombre, junto con Escuintla, San Pedro Mártir, Chahuite, Palín, Guanagazapa, los dos Mixtanes, Don García, Masagua, La Gomera, Chipilapa, Siquinalá y Cotzumalguapa.

### Fundación del departamento de Santa Rosa
La República de Guatemala fue fundada por el gobierno del presidente capitán general Rafael Carrera el 21 de marzo de 1847 para que el hasta entonces Estado de Guatemala pudiera realizar intercambios comerciales libremente con naciones extranjeras. El 25 de febrero de 1848 la región de Mita fue segregada del departamento de Chiquimula, convertida en departamento y dividida en tres distritos: Jutiapa, Santa Rosa y Jalapa.  Específicamente, el distrito de Santa Rosa incluyó a Santa Rosa como cabecera, Cuajiniquilapa, Chiquimulilla, Guazacapán, Taxisco, Pasaco,  Nancinta, Tecuaco, Sinacantán, Isguatán, Sacualpa, La Leona, Jumay y Mataquescuintla.
Más adelante, por Decreto del 8 de mayo de 1852, se decidió a crear el departamento de Santa Rosa.[cita requerida]

## Economía
La base fundamental de la economía del municipio de San Juan Tecuaco es el comercio de los productos agrícolas, ganadería y artesanía que los pobladores del municipio realizan.

### Agricultura
La agricultura que realizan los pobladores son las cosechas de productos como las semillas, vegetales y frutas; aunque también se siembra lo que es el tule para elaborar productos artesanales.

### Ganadería
Existen muchas granjas y fincas en el municipio y acostumbran a criar animales de corral tanto el pueblo como en las aldeas de su alrededor. Los animales son las vacas, gallinas, caballos, pollos y cerdos.

### Artesanía
Las principales actividades de artesanía que se realizan son jarcia, cerámica, cerería y talabartería; se elaboran productos de madera y materiales de construcción.